# École (Fluss)
Die École ist ein Fluss in Frankreich, der in der Region Île-de-France verläuft. Sie entspringt im Regionalen Naturpark Gâtinais français, im Gemeindegebiet von Le Vaudoué, entwässert anfangs Richtung Nordwest, dreht dann auf Nordost und Nord und mündet nach rund 27 Kilometern bei Saint-Fargeau-Ponthierry als linker Nebenfluss in die Seine.
Auf ihrem Weg durchquert die École die Départements Essonne und Seine-et-Marne.

## Orte am Fluss
- Le Vaudoué
- Noisy-sur-École
- Oncy-sur-École
- Milly-la-Forêt
- Moigny-sur-École
- Dannemois
- Soisy-sur-École
- Saint-Sauveur-sur-École
- Pringy
- Saint-Fargeau-Ponthierry